# Raúl Gómez Jattin
Raúl Gómez Jattin, né le 31 mai 1945 à Carthagène des Indes et mort le 22 mai 1997 dans la même ville, est un poète colombien.